# Monin
Monin è un'azienda alimentare francese produttrice di sciroppi e liquori con sede a Bourges, capoluogo del dipartimento dello Cher.

## Storia
L'azienda venne fondata nel 1912 dal diciottenne Georges Monin, figlio di un mugnaio, che si dedicò inizialmente alla produzione e vendita di vini e liquori. Negli anni venti vennero prodotti i primi sciroppi, e negli anni trenta le vendite si espansero in altri paesi europei e nei Caraibi.
Nel 1944, dopo la morte di Georges Monin, il figlio Paul assunse la direzione dell'azienda. Negli anni successivi vennero aperte nuove filiali in Marocco, Malta, Tunisia e Africa occidentale. Nel 1947 l'azienda vendette oltre tre milioni di bottiglie di sciroppi, raggiungendo, nel 1974, la soglia di quattro milioni di bottiglie vendute.
Dal 1992 l'azienda è gestita da Olivier Monin, figlio di Paul. Nel 1993 è stata fondata una filiale negli Stati Uniti e nel 1996 è stato aperto un impianto di produzione a Clearwater nella Contea di Pinellas, in Florida. Altre sedi sono state aperte nel 2005 a Singapore, nel 2007 a Dubai e nel 2009 a Kuala Lumpur in Malaysia.
Nel 2007 Monin ha acquisito la società francese Maison Guiot, diventando il secondo produttore francese di sciroppi. Nel 2018 è stato aperto un ufficio commerciale a Shanghai.
Nel 2021 l'azienda ha annunciato l'apertura di due nuove sedi, una in Russia a Stupino, vicino a Mosca, e una in Brasile.
L'azienda opera in 140 paesi in tutto il mondo, generando il 75% dei suoi ricavi dalle esportazioni.

## Prodotti
Monin produce sciroppi e liquori, destinati principalmente al settore della ristorazione e utilizzati prevalentemente nella preparazione di cocktails. Le materie prime utilizzate vengono raccolte in 22 diversi paesi in tutto il mondo.